# Dansk Institut for Internationale Studier
DIIS, Dansk Institut for Internationale Studier, er en uafhængig, statslig forskningsinstitution, der udfører og kommunikerer forskning og analysearbejde inden for globalisering, sikkerhed, udvikling og udenrigspolitik.
DIIS har cirka 100 ansatte inklusive forskere og administrative medarbejdere. Instituttet deltager i uddannelsen af nye forskere både i Danmark og i udviklingslandene og har praktikere fra relevante ministerier ansat i længere perioder for at supplere med erfaring om, hvordan DIIS’ forskning bliver brugt uden for akademiske kredse.
Desuden udfører DIIS grundforskning, konsulentopgaver og andet rekvireret arbejde, for eksempel udredninger. Rekvireret policy-arbejde kan være bestilt af Folketinget, ministerier, ngo'er eller andre.
DIIS blev oprettet som en selvejende institution ved lov nr. 411 af 6. juni 2002, og dets aktiviteter begyndte 1. januar 2003. Der var tale om en fusion af Center for Freds og Konfliktforskning (COPRI), Center for Udviklingsforskning (CUF), Dansk Center for Holocaust- og Folkedrabsstudier (DCHF) og Dansk Udenrigspolitisk Institut (DUPI).
DIIS ledes af en bestyrelse, som fortrinsvis består af medlemmer fra den akademiske verden for at sikre, at instituttet lever op til sine akademiske forpligtelser. Direktøren er udpeget af bestyrelsen, og et internt forskningsnævn rådgiver direktøren og deltager i den strategiske forskningsplanlægning.
I 2005 udgav instituttet en rapport i fire bind om Danmark under den kolde krig.

Ifølge det lovgivningsmæssige grundlag er DIIS' formål:
1. at udføre, fremme og samordne uafhængig forskning om internationale forhold,
2. at udarbejde udredninger og redegørelser efter anmodning fra Folketinget, regeringen eller på eget initiativ samt at følge den internationale udvikling med henblik på at vurdere Danmarks udenrigs- og sikkerhedspolitiske situation i en bred politisk og økonomisk sammenhæng, herunder Danmarks placering i forhold til udviklingspolitiske problemstillinger. Medmindre andet aftales i det enkelte tilfælde, afgives de nævnte udredninger og redegørelser på institutbestyrelsens ansvar,
3. at formidle forskningsresultater, analyser og viden samt udøve dokumentations- og informationsvirksomhed, herunder biblioteksvirksomhed, om internationale forhold,
4. at medvirke ved forskeruddannelse i samarbejde med andre forskningsinstitutioner, herunder støtte udvikling af forskningskapacitet i udviklingslandene, samt gennemføre videreuddannelse for instituttets brugere,
5. at fungere som bindeled mellem danske og internationale forskningsmiljøer inden for instituttets arbejdsområde.